# Oleozyny

Budowa oleosomu: A - oleozyny, B - monowarstwa fosfolipidowa, C - tłuszcze zapasowe. Oleozyny otaczają organellum zapobiegając łączeniu się kropel tłuszczu.

Oleozyny – białka występujące w komórkach roślin. W zależności od gatunku mają masę 15-26 kDa. Występują w organellach magazynujących tłuszcze określanych jako oleosomy. Organella te magazynują tłuszcze zapasowe, głównie triacyloglicerole, i otoczone są monowarstwą lipidową w której zakotwiczone są wystające na zewnątrz oleozyny. Połączane z błoną białka stabilizują struktury zapobiegać zlewaniu się kropli tłuszczu. Występowanie oleozyn stwierdzono zarówno u roślin  wyższych oraz mszaków. U zielenic nie stwierdzono obecności białka jednak analiza genomu wskazuje na kodowanie białek o podobnej sekwencji. W genomie Arabidopsis thaliana znajduje się 17 genów kodujących oleozyny, 5 z nich jest aktywnych w nasionach, 3 są aktywne zarówno w nasionach, jak i pyłku, a 9 w komórkach tapetum.
Cząsteczka oleozyny składa się z trzech domen. Domena N-końcowa jest hydrofilowa lub amfipatyczna. U Arabidopsis składa się z 68 reszt aminokwasowych. Domena centralna jest składa się z około 72 reszt i jest hydrofobowa. Tak długiej domeny hydrofobowej nie stwierdzono w żadnym innym białku. Domena C-końcowa może mieć różną długość, a jej odcinek składający się z około 33 reszt jest amfipatyczny, przylega do domeny centralnej i lokalizuje się w pobliżu grup fosforanowych oraz choliny w monowarstwie fosfolipidowej. Pozostała część domeny C-końcowej nie ma znaczenia funkcjonalnego.